# New Perspectives on Political Economy
New Perspectives on Political Economy (también NPPE) es una revista científica semestral revisada por pares que además es bilingüe, interdisciplinaria y de acceso abierto. Publica artículos relacionados con la economía política principalmente desde el punto de vista de la Escuela Austriaca de economía y el pensamiento orientado a la libertad. Está editada por Josef Šíma y publicada por CEVRO Institute Academic Press en cooperación con Wolters Kluwer República Checa. Entre los miembros del consejo editorial se encuentran Jesús Huerta de Soto, Enrico Colombatto, Richard Ebeling, Jörg Guido Hülsmann y Robert Higgs.

## Resumen e indexación
New Perspectives on Political Economy se indexa en los siguientes servicios:
- Directory of Open Access Journals
- EBSCO Publishing